# Carex lanceisquama
Carex lanceisquama är en halvgräsart som först beskrevs av Hand.-mazz., och fick sitt nu gällande namn av V.I. Kreczetowicz. Carex lanceisquama ingår i släktet starrar, och familjen halvgräs. Inga underarter finns listade i Catalogue of Life.